# Karaops deserticola
Karaops deserticola là một loài nhện trong họ Selenopidae. Loài này phân bố ở Úc.
Loài này thuộc chi Karaops. Karaops deserticola được Sarah C. Crews & Harvey miêu tả năm 2011.